# Saint-Hilaire-la-Palud
Saint-Hilaire-la-Palud – miejscowość i gmina we Francji, w regionie Nowa Akwitania, w departamencie Deux-Sèvres.
Według danych na rok 1990 gminę zamieszkiwało 1387 osób, a gęstość zaludnienia wynosiła 41 osób/km² (wśród 1467 gmin regionu Poitou-Charentes Saint-Hilaire-la-Palud plasuje się na 208. miejscu pod względem liczby ludności, natomiast pod względem powierzchni na miejscu 126.).